# Saint-Pierre-les-Bois
Saint-Pierre-les-Bois è un comune francese di 328 abitanti situato nel dipartimento del Cher, nella regione del Centro-Valle della Loira.

## Società

### Evoluzione demografica
Abitanti censiti